# Carson Blair
Pour les articles homonymes, voir Blair.
Carson Blair (né le 18 octobre 1989 à Argyle, Texas, États-Unis) est un receveur des Athletics d'Oakland de la Ligue majeure de baseball.

## Carrière
Carson Blair est repêché par les Red Sox de Boston au 35e tour de sélection en 2008. Il joue en ligues mineures avec des clubs affiliés aux Red Sox de 2008 à 2014, avant d'être mis sous contrat avant la saison 2015 par les Athletics d'Oakland.
Il fait ses débuts dans le baseball majeur avec Oakland le 6 septembre 2015. Amené d'urgence dans le match contre les Mariners de Seattle à la suite de la blessure du receveur Stephen Vogt, il récolte un but-sur-balles à son seul passage au bâton de la rencontre.